# 619 Тріберґа
619 Тріберґа (619 Triberga) — астероїд головного поясу, відкритий 22 жовтня 1906 року Августом Копфом у Гейдельберзі.